# Blackpool FC (Harare)
Der Blackpool FC war ein simbabwischer Fußballverein aus Harare.
Der Verein stieg 1994 erstmals in der Zimbabwe Premier Soccer League auf. Im gleichen Jahr gewannen sie den nationalen Pokal, womit sie sich 1995 für den African Cup Winners’ Cup qualifizierten. Dort erreichten sie das Halbfinale, wo sie gegen den späteren Cupsieger JS Kabylie ausschieden. 1999 stieg der Verein aus der ersten Liga wieder ab. Für die zweite Liga meldete der Verein sich ab und löste sich 2000 auf.

## Statistik in den CAF-Wettbewerben
| Wettbewerb                    | Runde         | Gegner             | Hinspiel | Rückspiel |  |
| ----------------------------- | ------------- | ------------------ | -------- | --------- |  |
|                               |               |                    |          |           |  |
| African Cup Winners’ Cup 1995 | 1. Runde      | US Saint-Andréenne | 2:0 (H)  | 3:1 (A)   |  |
|                               | 2. Runde      | Kabwe Warriors     | 0:0 (H)  | 3:1 (A)   |  |
|                               | Viertelfinale | Young Africans SC  | 2:1 (H)  | 2:1 (A)   |  |
|                               | Halbfinale    | JS Kabylie         | 2:1 (H)  | 0:1 (A)   |  |